# Reggenza di Pinrang
La reggenza di Pinrang (in indonesiano: Kabupaten Pinrang) è una reggenza dell'Indonesia, situata nella provincia di Sulawesi Meridionale.